# Yellを君に-Single Version-
『Yellを君に-Single Version-』（エールをきみに-シングル・ヴァージョン-）は1994年9月21日に発売された山根康広4枚目のシングル。発売元は日本クラウン。

## 概要
本作は2ndアルバム『DESTINY-夢を追いかけて-』からのシングルカットであるが、アルバムとは異なる2つのバージョンを再録し新曲を加えた。オリコンチャートに7週ランクインした。

## 収録曲
全曲共通　作詞・作曲・編曲：山根康広　コーラスアレンジ：町支寛二
1. Yellを君に-Single Version-
2. Final Chance
3. Yellを君に-Bonus Track-
4. Yellを君に-Bonus Track-（オリジナル・カラオケ）